# Coenonympha karsiana
Coenonympha karsiana är en fjärilsart som beskrevs av Scheljushko 1929. Coenonympha karsiana ingår i släktet Coenonympha och familjen praktfjärilar. Inga underarter finns listade i Catalogue of Life.